# Geometrodinâmica
Na física teórica, a geometrodinâmica é uma tentativa de descrever o espaço-tempo e os fenômenos associados em termos geométricos, a partir da geometria é possível descrever a curvatura do espaço-tempo e como a matéria deforma o tecido da realidade criando o que experienciamos como gravidade. 

## Principais Conceitos de Wheeler
O conceito da ideia de pesquisa em geometrodinâmica foi iniciado pelo físico Jonh Wheeler na década de 1960, seu principal objetivo foi conceituar toda a física em termos geométricos, para ele a geometria constituía toda a base da realidade, em sua famosa frase ele afirmou: "Não há nada no mundo exceto espaço curvo vazio. Matéria, carga, eletromagnetismo e outros campos são apenas manifestações da curvatura do espaço. Física é geometria", para ele a geometria poderia explicar os fenômenos do espaço-tempo, bem como também outros campos como: o campo eletromagnético.

### Massa sem massa:
John Wheeler se baseou na ideia de kugelblitz "bola de luz" ideia que uma concentração momentânea de energia eletromagnética poderia se tornar tão intensa que criaria condições para se 'auto-aprisionar' gravitacionalmente formando um horizonte de eventos, Wheeler então relacionou com as ondas gravitacionais para tentar produzir um objeto com campo gravitacional estático, que em seu interior no horizonte fosse composto basicamente por uma curvatura ou como ele chamava de - geon.

### Carga sem carga:
Se criássemos um buraco de minhoca em que a carga elétrica entrasse em uma das bocas e voltasse ao espaço pela outra, se criaria uma condição para que as linhas desse campo se tornassem aprisionadas pela geometria do espaço, em um observador as veria a origem do campo, mas a existência de tal campo seria apenas uma ilusão criada pela própria topologia dependente da escala, se entrássemos na "boca negativa" na tentativa de encontrar a carga, sairíamos de volta ao próprio espaço na outra boca do buraco de minhoca, onde saíram as linhas de campo, mas agora em "outra extremidade" e parecendo ter carga positiva.

## Relatividade Geral Avançada
O conceito da relatividade geral avançada foi criado na década de 1960 e leva a compreensão que toda a ideia de gravidade é baseada na curvatura desempenhada pela matéria no tecido do espaço-tempo, foi introduzida por Arnowitt, Deser e Misner, no entendimento deles o espaço-tempo é composto por hiperfatias onde a equação de campo de Albert Einstein no vácuo se torna uma equação de evolução, em que a geometria evolui com o tempo, são necessárias equações de restrições que devem ser coerentes com a hiperfatia inicial, sendo necessário um sistema satisfatório de coordenadas para descrever como a geometria da hiperfatia irá evoluir.

## Ver Também
- Relatividade geral
- Buraco negro
- Gravidade